# Eudorylas tarsalis
Eudorylas tarsalis är en tvåvingeart som först beskrevs av Banks 1911.  Eudorylas tarsalis ingår i släktet Eudorylas och familjen ögonflugor. Inga underarter finns listade i Catalogue of Life.